# Championnat de Malaisie de football 2001
Navigation
Saison 2000 Saison 2002
La saison 2001 du Championnat de Malaisie de football est la vingtième édition de la première division en Malaisie. Le championnat n'est en fait qu'une phase qualificative pour une compétition plus prestigieuse, la Coupe de Malaisie. Les douze meilleurs clubs engagés affrontent deux fois leurs adversaires, à domicile et à l'extérieur et seuls les dix premiers se qualifient pour la phase finale de la Coupe de Malaisie, disputée sous forme de matchs à élimination directe. En fin de saison, pour permettre l'élargissement du championnat à 14 équipes, seul le dernier du classement est relégué et remplacé par les trois meilleurs clubs de deuxième division.
C'est le club de Penang FA qui termine en tête du classement et qui remporte donc le titre officiel de champion de Malaisie. C'est le troisième titre de l'histoire du club, qui termine pour la 4e saison consécutive à l'une des deux premières places du classement.

## Les clubs participants
| - Kelantan FA - Promu de D2 - Pahang FA - Kuala Lumpur FA - Penang FA - Melaka FA - Promu de D2 - Johor FA | - Sarawak FA - Negeri Sembilan FA - Perak FA - Selangor FA - Terengganu FA - Perlis FA |

## Compétition
Le barème de points servant à établir le classement se décompose ainsi :
- Victoire : 3 points
- Match nul : 1 point
- Défaite : 0 point

### Classement
| Rang | Équipe             | Pts | J  | G  | N  | P  | Bp | Bc | Diff |
| ---- | ------------------ | --- | -- | -- | -- | -- | -- | -- | ---- |
| 1    | Penang FA          | 50  | 22 | 15 | 5  | 2  | 45 | 14 | +31  |
| 2    | Terengganu FA      | 41  | 22 | 12 | 5  | 5  | 37 | 20 | +17  |
| 3    | Kelantan FAP       | 38  | 22 | 11 | 5  | 6  | 33 | 21 | +12  |
| 4    | Selangor FA'T'C    | 34  | 22 | 8  | 10 | 4  | 36 | 22 | +14  |
| 5    | Pahang FA          | 32  | 22 | 9  | 5  | 8  | 34 | 29 | +5   |
| 6    | Perlis FA          | 31  | 22 | 9  | 4  | 9  | 31 | 31 | 0    |
| 7    | Perak FA           | 29  | 22 | 8  | 5  | 9  | 38 | 34 | +4   |
| 8    | Negeri Sembilan FA | 27  | 22 | 7  | 6  | 9  | 32 | 39 | -7   |
| 9    | Sarawak FA         | 24  | 22 | 5  | 9  | 8  | 19 | 26 | -7   |
| 10   | Kuala Lumpur FA    | 23  | 22 | 5  | 8  | 9  | 19 | 34 | -15  |
| 11   | Melaka FAP         | 22  | 22 | 6  | 4  | 12 | 25 | 38 | -13  |
| 12   | Johor FA           | 10  | 22 | 2  | 4  | 16 | 13 | 54 | -41  |

|  | Champion de Malaisie 2001 et qualification pour la phase finale de la Coupe de Malaisie                   |
|  | Qualification pour la phase finale de la Coupe de Malaisie                                                |
|  | Relégation en deuxième division                                                                           |
|  | T : Tenant du titre C : Vainqueur de la Coupe de la Fédération de Malaisie P : Promu de deuxième division |

## Bilan de la saison
| Championnat de Malaisie de football 2001           |                      |
| Champion                                           | Penang FA (4e titre) |
| Coupes et trophées                                 |                      |
| Vainqueur de la Coupe de la Fédération de Malaisie | Selangor FA          |
| Qualifications continentales                       |                      |
| Coupe d'Asie des clubs champions 2001-2002         | Aucun                |
| Coupe des Coupes 2001-2002                         | Aucun                |
| Promotions et relégations                          |                      |
| Promus en Premier 1 League                         | Johor FC             |
| Promus en Premier 1 League                         | Sabah FA             |
| Promus en Premier 1 League                         | NS Chempaka          |
| Relégués en Premier 2 League                       | Johor FA             |